# Machteschim
Ein Machtesch (hebräisch מַכְתֵּשׁ machtesch, Plural: מַכְתְּשִׁים macht(ə)schīm) der Wüste Negev in Israel und Ägypten ist eine besondere Form von durch Erosion entstandener ovaler Talkessel, der überwiegend von steilen Felswänden eingefasst ist und nur durch einen einzigen Trockenfluss entwässert wird.
Es gibt vier Machteschim:
- Machtesch Ramon

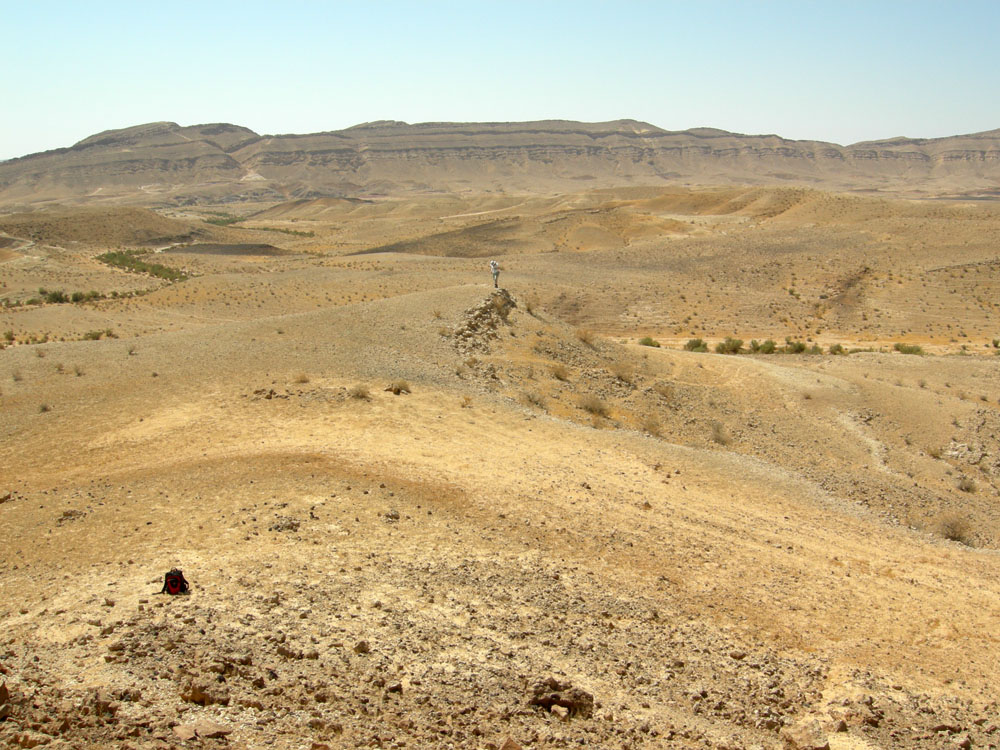
Machtesch Gadol

- Machtesch Gadol (Machtesh Chatira, auch Hatira)
- Machtesch Katan (Machtesh Chazera, auch Hazera)
- Machtesch Hallal (auf der Sinai-Halbinsel, Ägypten)

Wegen der Eigenartigkeit dieser geologischen Erscheinung hat sich der hebräische Begriff „Machtesch“, der so viel bedeutet wie Mörser, Reibschüssel, in der geologischen Fachsprache eingebürgert. In englischsprachigen Fachpublikationen wird dabei die Transkription Makhtesh (Makhteshim) verwendet.
Alle Machteschim stimmen in folgenden Eigenschaften überein: Alle sind eingesenkt in einen Gebirgskamm, der auf eine geologische Sattelstruktur (eine Antiklinale) zurückgeht. Sie sind oval bis langgestreckt oval und, der tektonischen Struktur der Region folgend, wie die Hügelkämme selbst Südwest-Nordost orientiert. Sie sind eingefasst von steilen Felswänden aus hartem Karbonatgestein, die 200 bis 400 Meter Höhe erreichen. Der Talboden besteht aus weicherem Sandstein. Jedes Becken wird von einem einzige Talsystem entwässert, dessen Auslass als steilwandige Schlucht in dessen südöstliche Flanke eingeschnitten ist. Die Machteschim sind von 5 Kilometer Breite bei 7 Kilometer Länge (das kleinste: Machtesch Hazera) bis zu 12 Kilometer Breite bei 42 Kilometer Länge (das größte: Machtesch Ramon) groß.

## Entstehung der Machteschim
Der israelische Geologe Ezra Zilberman vom Geological Survey of Israel hat ein Modell zur Entstehung der Machteschim entwickelt. Demnach gehen sie auf die Entstehung der Hügelkämme im Zuge der tektonischen Hebung des Negev infolge der „Syrian arc“ Tektonik zurück. Schon im Oligozän war der ehemalige Meeresboden (ein Teil der Tethys) angehoben und so von einem Ablagerungs- zum Abtragungsgebiet geworden, zunächst eine Fastebene nahezu ohne Relief. Große Teile des Abtragungsschutts wurden in der Region selbst in lokalen Senken abgelagert und bildeten mächtige Schichtpakete. Im frühen Miozän und bis ins späte Miozän wurde das alte Faltungsystem reaktiviert und die Hebung der Sättel setzte wieder ein.  Im Zuge der Faltung wurde parallel zur Hebung im Osten der Jordangraben als Grabenbruch eingesenkt. Dadurch wurde das vorherige, auf das Mittelmeer ausgerichtete Entwässerungssystem verändert, es bildete sich quer durch den Negev eine neue Wasserscheide, die im Westen weiter zum Mittelmeer, im Osten zum Jordangraben entwässerte. Die aufgefalteten Sattelstrukturen der Kämme wurden im Osten abgesenkt und erhielten dadurch ein asymmetrisches Profil. Dadurch wurden die Erosion auf der steileren Seite stärker als auf der flacheren. Die alten Entwässerungssysteme, die quer zu den Hügelkämmen verliefen, hatten zunächst begonnen, in diese ein klassisches Durchbruchstal einzuschneiden, das später auf der Ostseite, aufgrund des stärkeren Gefälles und der dadurch umgekehrten Vorflut, abgeschnitten wurde. Ein Rest der alten Talscharte ist in den Felswänden der Machteschim noch erkennbar.
Dadurch, dass die Erosion der Hügelkämme mit einem Durchbruchstal mit weitaus größerem Einzugsgebiet begann, wurde das beginnende Abflusssystem der neuen, die Hügelseite entwässernden Bachsysteme auf ein einziges Tal konzentriert, ohne dass sich, wie sonst üblich, zahlreiche parallele kleine Täler entwickeln konnten. Aufgrund der Hebung wurden die harten kreidezeitlichen Kalksteine der Judäa-Formation irgendwann durchschnitten und in der Mitte der Faltenstruktur, also im Zentrum des Hügelkamms, der weiche Sandstein der Kurnub-Formation (ebenfalls kreidezeitlich) freigelegt. Die starke einsetzende Erosion war aufgrund des Hügelkamms in eine Richtung und aufgrund des auf das alte Durchbruchstal konzentrierten Entwässerungssystems auf eine einzige Stelle konzentriert, wodurch sich ein ovales Becken, der Faltungsachse folgend, also quer zur Entwässerungsrichtung, ergab. Der weiche Sandstein wurde abgetragen, bis am Talgrund wieder harte Kalksteine (der jurassischen Arad-Formation) erreicht wurden. Dadurch entstand keine Schlucht, sondern ein Talkessel mit steilen Wänden und ebener Sohle. Nur im größten Machtesch Ramon wurde im Zentrum auch der Jurakalk letztlich ausgeräumt und die darunter liegenden, ebenfalls harten Kalksteine der triassischen Ramon-Formation freigelegt.